# Aion (azienda)
Aion (formalmente GAC Aion New Energy Automobile Co.) è una casa automobilistica cinese di proprietà del gruppo GAC Group, che produce solo autovetture elettriche. Nata nel 2017 come GAC New Energy Automobile, la società è stata rinominata con l'attuale nome nel novembre 2020.

## Storia

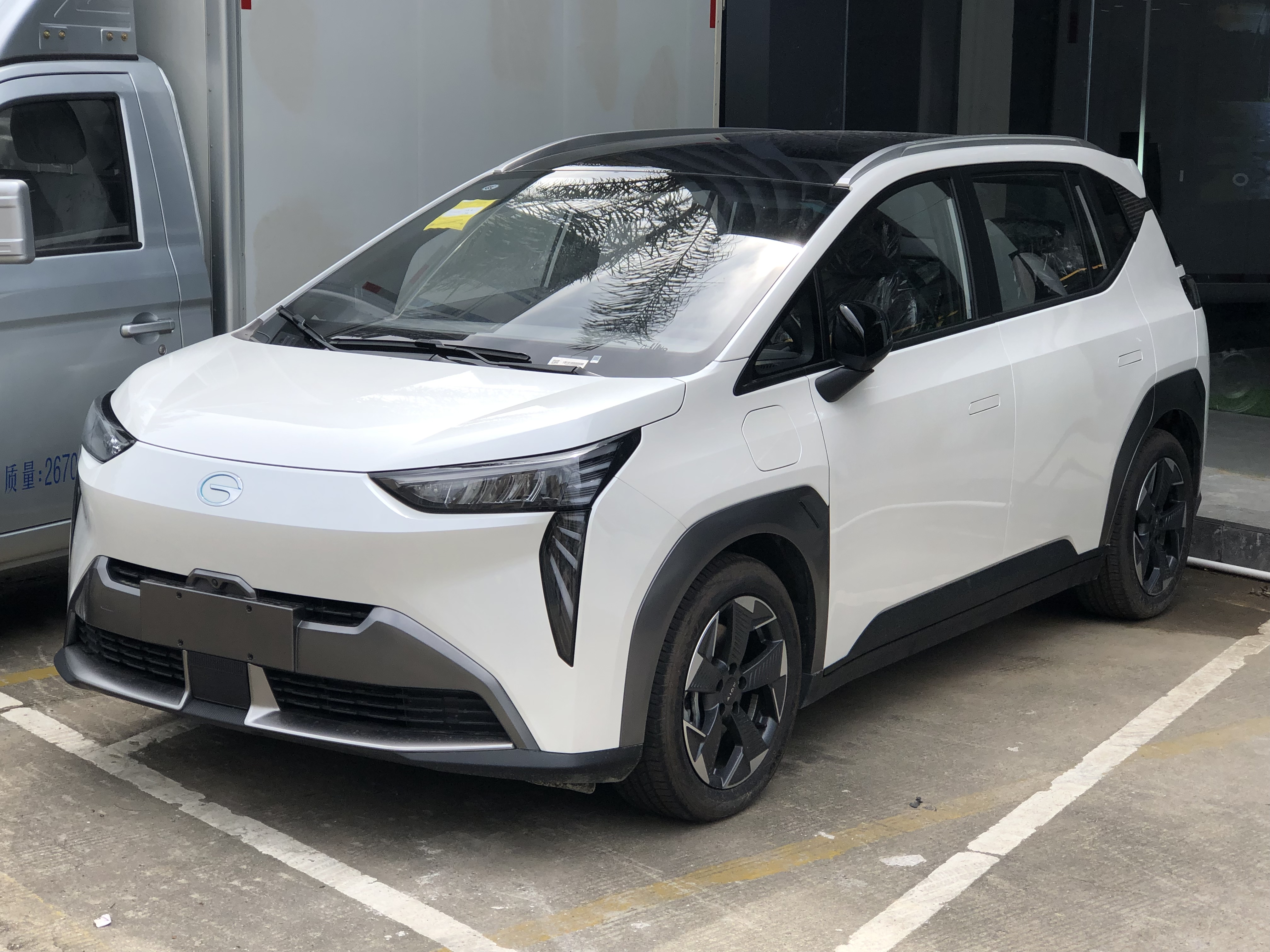
Aion Y

Fondata il 28 luglio 2017 come filiale del gruppo GAC per sviluppare veicoli elettrici, il primo modello Aion S, è stato presentato al pubblico a novembre al salone di Guangzhou.
Nel 2019, la GAC attraverso la Aion e la Nio ha costituito di una joint venture per produrre veicoli elettrici a nome Hycan. Questa joint venture ha prodotto due veicoli, l'Hycan 007 e l'Hycan Z03, entrambi basati su due modelli Aion (rispettivamente Aion LX e Aion Y).
Nel 2021 ha presentato la Aion V, dotato di una innovativa batteria al grafene in grado di caricarsi dallo 0 all'80% in 8 minuti.
Nel settembre 2022 ha cambiato logo del marchio, introducendo una nuova famiglia di vetture sportiveggianti chiamata Hyper. L'anno seguente ha iniziato le esportazioni nel mercato thailandese ed a gennaio 2024 è entrata nel mercato di Hong Kong.
Nel 2023 è risultato essere per volume di vendite il terzo costruttore in Cina di vetture elettriche, avendo consegnato 477.545 vetture.

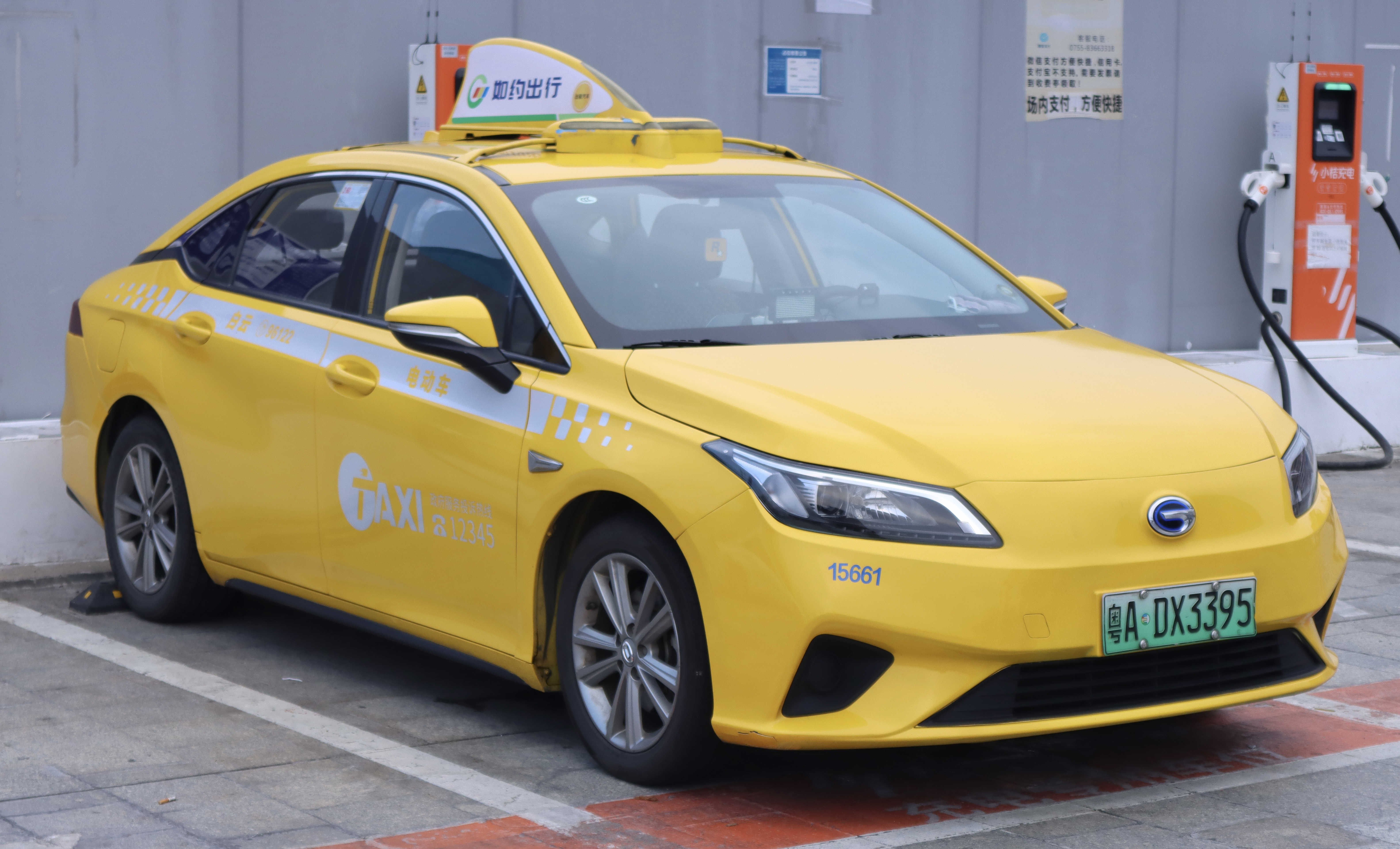
Aion Y

## Modelli

### In produzione
- Aion S (2019–)
- Aion S Plus (2021–)
- Aion S Max (2023–)
- Aion Hyper GT (2023–)
- Aion Hyper SSR (2023–)
- Aion LX Plus (2022–)
- Aion V Plus (2021–)
- Aion Y Plus (2022–)
- Aion Hyper HT (2023–)
- Aion RT (2024–)
- Aion UT (2024–)

### Fuori produzione
- Aion Y (2021–2022)
- Aion V (2020–2021)
- Aion LX (2019–2022)